# 乞伏軻殊羅
乞伏軻殊羅（?—?），西秦宗室，陇西鲜卑乞伏司繁的儿子西秦国王乞伏炽磐的儿子。
429年，西秦王乞伏暮末的弟弟乞伏轲殊罗与他父亲乞伏炽磐的左夫人秃发氏通奸。乞伏暮末得知此事。乞伏轲殊罗不安，和他的叔父乞伏什寅策划谋杀乞伏暮末，然后带着沮渠兴国投奔北凉。乞伏轲殊罗让秃发氏偷寝殿的钥匙，却偷错了钥匙，守门人报告了乞伏暮末，乞伏暮末将所有参与这个阴谋的同党全部杀掉，只赦免了乞伏轲殊罗。